# Карен, Джеймс
Джеймс Карен (англ. James Karen, при рождении Джейкоб Карнофски (англ. Jacob Karnofsky; 28 ноября 1923, Уилкс-Барре, Пенсильвания, США — 23 октября 2018, Лос-Анджелес, Калифорния, США) — американский характерный актёр. Получил известность благодаря ролям в фильмах «Полтергейст», «Возвращение живых мертвецов», «Пришельцы с Марса» и «В погоне за счастьем», а также роли Элиота Рэндольфа в телевизионном сериале «Восьми достаточно».

## Ранние годы
Джейкоб Карнофски родился в Уилкс-Барре, в северо-восточной Пенсильвании, в семье еврейских иммигрантов российского происхождения. Мать — Мэй (урожденная Фрид), отец — Джозеф Х. Карнофски, торговец, дядя — Морриса Карновски.
Конгрессмен Дэниел Дж. Флуд, который сам был актёром-любителем трагического жанра, предложил молодому Карену стать актёром и пригласил его в Little Theatre of Wilkes-Barre. Он также посещал театральную школу Neighborhood Playhouse School of the Theatre в Нью-Йорке.

## Карьера
Прорыв в карьере Карена произошёл, когда ему было предложено заменить Карла Молдена в оригинальной бродвейской постановке спектакля «Трамвай „Желание“».
На телевидении он сыграл доктора Берка в американской телевизионной мыльной опере «Как вращается мир», Линкольна Тайлера в другой мыльной опере «Все мои дети» и Элиота Рэндольфа в телесериале «Восьми достаточно».Он также снимался в рекламе сети супермаркетов Pathmark в течение 20 лет, после чего получил прозвище «мистер Pathmark».
В 1977 году Карен сыграл в эпизоде ситкома NBC The Kallikaks, а в 1979 году сыграл роль Эрла Силберта в мини-сериале «Слепые амбиции». Десять лет спустя он появился в эпизоде телесериала «Золотые девочки». Карен также известен по роли злого магната Натана Ласситера, который уничтожил город Уолнат-Гров в финале телевизионного сериала «Маленький домик в прериях».
Самыми заметными работами Карена в кино являются роли в фильмах «Китайский синдром», «Полтергейст», «Возвращение живых мертвецов» и «Уолл-стрит» Оливера Стоуна. В последние годы Карен получил признание за роль Мартина Фрома в фильме 2006 года «В погоне за счастьем».

## Личная жизнь
Карен был женат на Сьюзен Рид, бывшей актрисе и исполнительнице народных песен. Они развелись в 1967 году, а в 1986 году он женился на Альбе Франческе, которая снималась с ним в фильме «Крепкие тела 2». Карен имел одного ребёнка и двух внуков.
Карен умер от остановки сердца 23 октября 2018 года на 95-м году жизни в Лос-Анджелесе.

## Избранная фильмография
| Год       |     | Русское название              | Оригинальное название         | Роль                                  |
| --------- | --- | ----------------------------- | ----------------------------- | ------------------------------------- |
| 1964      | с   | Защитники                     | The Defenders                 | рабби Файн / Пол Деймон               |
| 1965      | кор | Фильм                         | Film                          | прохожий                              |
| 1967—1970 | с   | Как вращается мир             | As the World Turns            | доктор Берк                           |
| 1970      | с   | Все мои дети                  | All My Children               | Линкольн Тайлер                       |
| 1970      | ф   | Геркулес в Нью-Йорке          | Hercules in New York          | профессор Камден                      |
| 1970      | ф   | Я никогда не пел отцу         | I Never Sang for My Father    | директор дома престарелых             |
| 1976      | ф   | Вся президентская рать        | All the President’s Men       | адвокат Хью Слоана                    |
| 1978      | ф   | Козерог-1                     | Capricorn One                 | вице-президент Прайс                  |
| 1979      | ф   | Китайский синдром             | The China Syndrome            | Мак Черчилл                           |
| 1979      | с   | Восьми достаточно             | Eight Is Enough               | Элиот Рэндольф                        |
| 1982      | ф   | Полтергейст                   | Poltergeist                   | мистер Тиг                            |
| 1982      | ф   | Фрэнсис                       | Frances                       | судья Хиллиер                         |
| 1982—1983 | с   | Даллас                        | Dallas                        | Элтон Лоуренс                         |
| 1984      | с   | Династия                      | Dynasty                       | Эврил Доусон                          |
| 1985      | ф   | Возвращение живых мертвецов   | The Return of the Living Dead | Фрэнк                                 |
| 1985      | ф   | Зазубренное лезвие            | Jagged Edge                   | Эндрю Хардести                        |
| 1986      | ф   | Пришельцы с Марса             | Invaders from Mars            | генерал Климет Уилсон                 |
| 1987      | ф   | Уолл-стрит                    | Wall Street                   | Линч                                  |
| 1988      | ф   | Возвращение живых мертвецов 2 | Return of the Living Dead II  | Эд                                    |
| 1987—1990 | с   | Чарльз в ответе               | Charles in Charge             | Остин Миллер / мистер Бартлетт        |
| 1991      | ф   | Неродившийся ребёнок          | The Unborn                    | доктор Ричард Майерлинг               |
| 1995      | ф   | Никсон                        | Nixon                         | Билл Роджерс                          |
| 1996—2017 | с   | Нед и Стейси                  | Ned and Stacey                | Патрик Кереленд                       |
| 1997      | ф   | Радостная поездка             | Joyride                       | клиент                                |
| 1998      | ф   | Тень сомнения                 | Shadow of Doubt               | Норман Кэллоуэй                       |
| 1998      | ф   | Фанатка                       | Girl                          | папа                                  |
| 1998      | ф   | Способный ученик              | Apt Pupil                     | Виктор Боуден                         |
| 1998—2001 | с   | Практика                      | The Practice                  | судья Кнапп / судья в табачном киоске |
| 1999      | ф   | Каждое воскресенье            | Any Given Sunday              | советник Кристины                     |
| 2000      | ф   | Тринадцать дней               | Thirteen Days                 | Джордж Болл                           |
| 2001      | ф   | Малхолланд Драйв              | Mulholland Drive              | Уолли Браун                           |
| 2006      | ф   | В погоне за счастьем          | The Pursuit of Happyness      | Мартин Фром                           |
| 2010      | ф   | Сострадание к прекрасному     | Sympathy for Delicious        | отец Рон                              |

## Награды
Карен был номинирован на премию «Сатурн» за лучшую мужскую роль за роль в фильме «Возвращение живых мертвецов» в 1985 году. За свой вклад в киноиндустрию фильмов ужасов Карен получил почётную премию «Сатурн» в 1998 году. Он был номинирован на «Fangoria Chainsaw Awards» за лучшую мужскую роль второго плана за роль в фильме «Неродившийся ребёнок» в 1991 году.